# Municipio de Germantown (Dakota del Norte)
El municipio de Germantown (en inglés: Germantown Township) es un municipio ubicado en el condado de Wells en el estado estadounidense de Dakota del Norte. En el año 2010 tenía una población de 29 habitantes y una densidad poblacional de 0,32 personas por km².

## Geografía
El municipio de Germantown se encuentra ubicado en las coordenadas 47°37′26″N 99°26′52″O / 47.62389, -99.44778. Según la Oficina del Censo de los Estados Unidos, el municipio tiene una superficie total de 91.36 km², de la cual 90,87 km² corresponden a tierra firme y (0,54 %) 0,49 km² es agua.

## Demografía
Según el censo de 2010, había 29 personas residiendo en el municipio de Germantown. La densidad de población era de 0,32 hab./km². De los 29 habitantes, el municipio de Germantown estaba compuesto por el 100 % blancos. Del total de la población el 0 % eran hispanos o latinos de cualquier raza.